# Уто II (епископ Страсбурга)
Уто II (Удо II; лат. Utho II; умер не позднее 840) — епископ Страсбурга в первой половине IX века.

## Биография
О Уто II известно очень мало. Упоминается, что до получения епископского сана он был аббатом Эттенхайммюнстерского монастыря. Однако, скорее всего, это свидетельство малодостоверно, так как первые упоминания о этом аббатстве относятся к XII веку.
В списках глав Старсбургской архиепархии Уто II упоминается как преемник Бернольда и предшественник Ратольда. Точные даты владения им епископской кафедрой в Страсбурге не установлены. Он должен был стать епископом не ранее 832 года (даты последнего достоверного упоминания о Бернольде в современных ему документах) и скончаться не позднее лета 840 года (даты первого упоминания о Ратольде). Скорее всего, епископ Бернольд умер незадолго до 840 года (возможно, в том же году), а Уто II управлял Страсбургской епархией очень непродолжительное время. Возможно, именно поэтому каких-либо сведений о его деятельности Уто II как епископа не сохранилось.